# Dimethylacetamid
Dimethylacetamid (nach IUPAC-Nomenklatur: N,N-Dimethylacetamid, abgekürzt auch DMAC oder DMA genannt) ist eine organisch-chemische Verbindung aus der Stoffgruppe der Carbonsäureamide. Es ist ein hochsiedendes, polares und aprotisches Lösungsmittel mit hervorragendem Lösevermögen, welches daneben als Zwischenprodukt in der Chemischen Industrie Verwendung findet.

## Gewinnung und Darstellung
Die technische Herstellung von Dimethylacetamid erfolgt durch Umsetzung von Methylacetat mit Dimethylamin bei Temperaturen von 90–110 °C und Drücken von 12–25 bar in Gegenwart von Natriummethanolat in Strahlschlaufenreaktoren.
Die Reinigung und Aufarbeitung des Produkts erfolgt durch mehrstufige Destillation in Rektifikationskolonnen. Die Ausbeute bei dieser Reaktion beträgt mehr als 99 % bezogen auf Methylacetat.
Alternativ kann neben Methylacetat auch Essigsäure eingesetzt werden und statt Methanol, Wasser abgespalten werden. Als Katalysatorsysteme eignen sich prinzipiell alle basischen Katalysatoren wie Alkali- oder Erdalkalihydroxide, Alkoholate oder Carbonate.

## Eigenschaften

### Physikalische Eigenschaften
Dimethylacetamid hat eine relative Gasdichte von 3,01 (Dichteverhältnis zu trockener Luft bei gleicher Temperatur und gleichem Druck) und eine relative Dichte des Dampf-Luft-Gemisches von 1,01 (Dichteverhältnis zu trockener Luft bei 20 °C und Normaldruck). Außerdem weist Dimethylacetamid einen Dampfdruck von 3,3 hPa bei 20 °C, 7,4 hPa bei 30 °C  und 44 hPa bei 50 °C auf. Die dynamische Viskosität beträgt 1,02 mPa·s bei 20 °C.
Die Dampfdruckkurve lässt sich mit der Antoine-Gleichung als log10(p) = A−(B/(T+C)) (p in bar, T in K) mit A = 4,88722, B = 1889,1 und C = −52,15 beschreiben. Als kritische Daten sind die kritische Temperatur mit Tc = 384,85 °C, der kritische Druck mit pc = 40,3 bar und ein azentrischer Faktor mit ωc = 0,36351 bekannt.

### Chemische Eigenschaften
N,N-Dimethylacetamid ist eine brennbare, jedoch schwer entzündbare Flüssigkeit aus der Stoffgruppe der Carbonsäureamide. Sie ist mit Wasser und auch den gebräuchlichen organischen Lösungsmitteln mischbar. Dimethylacetamid ist schwer bzw. sehr schwer flüchtig und hygroskopisch. Bei Kontakt mit  Oxidationsmitteln, Hexachlorcyclohexan und Tetrachlormethan können gefährliche Reaktionen stattfinden. Durch Hitze tritt eine thermische Zersetzung des Stoffes ein. Des Weiteren reagiert Dimethylacetamid sauer. Eine wässrige Lösung der Konzentration 200 g/l weist bei einer Temperatur von 20 °C einen pH-Wert von ca. 4 auf.

## Verwendung
Dimethylacetamid (DMAC) wird vorwiegend als polares, aprotisches Lösungsmittel in der Chemischen Industrie eingesetzt. Es besitzt ein hervorragendes Lösevermögen für Cellulosenitrat, einige Celluloseether, Chlorkautschuk, einige Polyvinylchlorid-Typen, Polyvinylacetat, Polyvinylether, Polyacrylate, Polystyrol, Styrol-Maleinsäureester-Harze, Maleinat-Harze, Cyclohexanon-Harze, Harnstoff- und Melamin-Formaldehyd-Harze, Alkydharze, Kolophonium und zahlreiche Weichmacher. Daneben findet es Anwendung als Abbeiz- und Extraktionsmittel, Katalysator und als Kristallisationshilfsmittel. Des Weiteren wird es im hochreinen Zustand als Lösungsmittel in der Spektroskopie eingesetzt. Ferner wird es auch in der Lackindustrie als Zusatzstoff von speziellen Beschichtungsstoffen auf der Bindemittelbasis von Polyamiden, Polyamidimiden, Polyamidcarbonsäuren, Polyurethanen und Polyvinylchlorid verwendet. Ein wesentlicher Teil des N,N-Dimethylacetamid wird zur Herstellung von Fasern und Folien verwendet. In dem Arzneimittel Busulfan ist Dimethylacetamid zu 33 % als pharmazeutischer Hilfsstoff, respektive Lösungsmittel, enthalten.

## Sicherheitshinweise
Die Dämpfe von Dimethylacetamid können mit Luft beim Erhitzen des Stoffes über den Flammpunkt explosive Gemische bilden. Dimethylacetamid weist eine untere Explosionsgrenze (UEG) von 1,8 Vol.‑% (64 g/m3) und eine obere Explosionsgrenze (OEG) von 11,5 Vol.‑% (415 g/m3) auf. Die Zündtemperatur beträgt ca. 400 °C. Der Stoff fällt somit in die Temperaturklasse T2. Mit einem Flammpunkt von ca. 66 °C gilt Dimethylacetamid als schwer entzündbar.
Hauptsächlich wird Dimethylacetamid über den Atemtrakt und die Haut aufgenommen. Dabei kommt es akut zu Reizungen auf die Schleimhäute der Augen und des Atemtrakts sowie auf die Haut. Des Weiteren ist neurotoxische Wirkung nach massiver Exposition bestätigt. Chronisch kann es neben den Reizungen auch zu Störungen im Magen-Darm-Trakt, Leberschädigungen und Gelenkschmerzen kommen. Außerdem wird aufgrund der Ergebnisse zahlreicher Tests eine reproduktionstoxische und teratogene Wirkung stark vermutet. Eine Mutagenität und Kanzerogenität konnte jedoch ausgeschlossen werden. Die EU hat 2025 ein Verbot beschlossen.